# (4276) Clifford
(4276) Clifford ist ein die Marsbahn kreuzender Hauptgürtelasteroid, der am 2. Dezember 1981 von Edward L. G. Bowell vom Lowell-Observatorium aus entdeckt wurde.
Der Asteroid wurde nach dem kanadischen Astronomen Clifford Cunningham benannt.